# Dordrecht
Dordrecht /'dɔrdrɛxt/  è una municipalità dei Paesi Bassi  di 118 607 abitanti situata nella provincia dell'Olanda Meridionale.

## Geografia fisica
Posta all'incrocio di importanti vie d'acqua con un braccio secondario della Mosa, Dordrecht si trova su un'isola del delta del Reno, della Mosa e della Schelda. L'isola di Dordrecht è circondata da diversi corsi d'acqua: l'Oude Maas, il Beneden Merwede, il Nieuwe Merwede, l'Hollandsch Diep e il Dordtsche Kil. Il Wantij attraversa l'isola di Dordrecht nella sua parte settentrionale.

## Storia
La storia della città di Dordrecht fu raccolta già nel XVII secolo dallo storico locale Matthijs Balen.
Il nome originale della città pare essere Thuredrith che significa "guado del fiume Thure".
Fondata nel 1008 fu, nel Medioevo, uno dei più fiorenti centri commerciali del Paese, legato agli interessi della Lega anseatica.
Nel 1220, Dordrecht ottiene il diritto di amministrarsi come un comune autonomo.
Nel 1421, Dordrecht venne rapidamente collegata al mare grazie all'inondazione di Sant'Elisabetta. Dordrecht diventa così un'importante città di commercio, favorita dalla sua collocazione strategica. Vi si traffica in vino, legname e cereali. 
A Dordrecht si trova il più antico liceo classico dei Paesi Bassi, fondato nel 1253 e intitolato oggi a Johan de Witt-gymnasium.
Il 14 febbraio 1489, nel contesto della guerra franco-bretone (1489-1491), sono siglati a Dordrecht due storici trattati d'alleanza contro il re di Francia: uno tra Inghilterra e l'Austria e l'altro tra l'Austria e la Spagna.
Nel 1619, si tenne in città un importante sinodo dei riformati, cui partecipano i rappresentanti di numerose chiese protestanti d'Europa. In esso fu sancita la condanna dell'arminianismo (Canone di Dordrecht) ed affermata la dottrina del sopralapsismo (nell'ordine dei disegni divini, quello della predestinazione precede il permesso alla caduta di Adamo, e non ne è la conseguenza. Cosa che «escludeva del tutto la partecipazione dell'uomo all'opera di salvezza » che non ne è dispensato a causa del suo peccato. La Confessio Belgica e il Catechismo di Heidelberg furono adottati come fondamenti per la fede protestante. Gli oppositori fondarono allora le comunità dei "Rimostranti", chiese protestanti liberali che ancor oggi esistono nei Paesi Bassi. Questo che fu certamente un conflitto teologico si deve tuttavia interpretare nel quadro delle contese politiche e sociali tra orangisti e borghesi repubblicani.

## Cultura
La città conserva molti e notevoli edifici monumentali, oltre ad un museo nazionale, il Dordrechts Museum.
Importante istituto scolastico della città è il liceo Johann de Witt, fondato nel 1837.

## Economia
Le industrie presenti sono prevalentemente a carattere  meccanico, chimico, oltre alla lavorazione del vetro ed alla presenza di cantieri navali.

## Galleria d'immagini

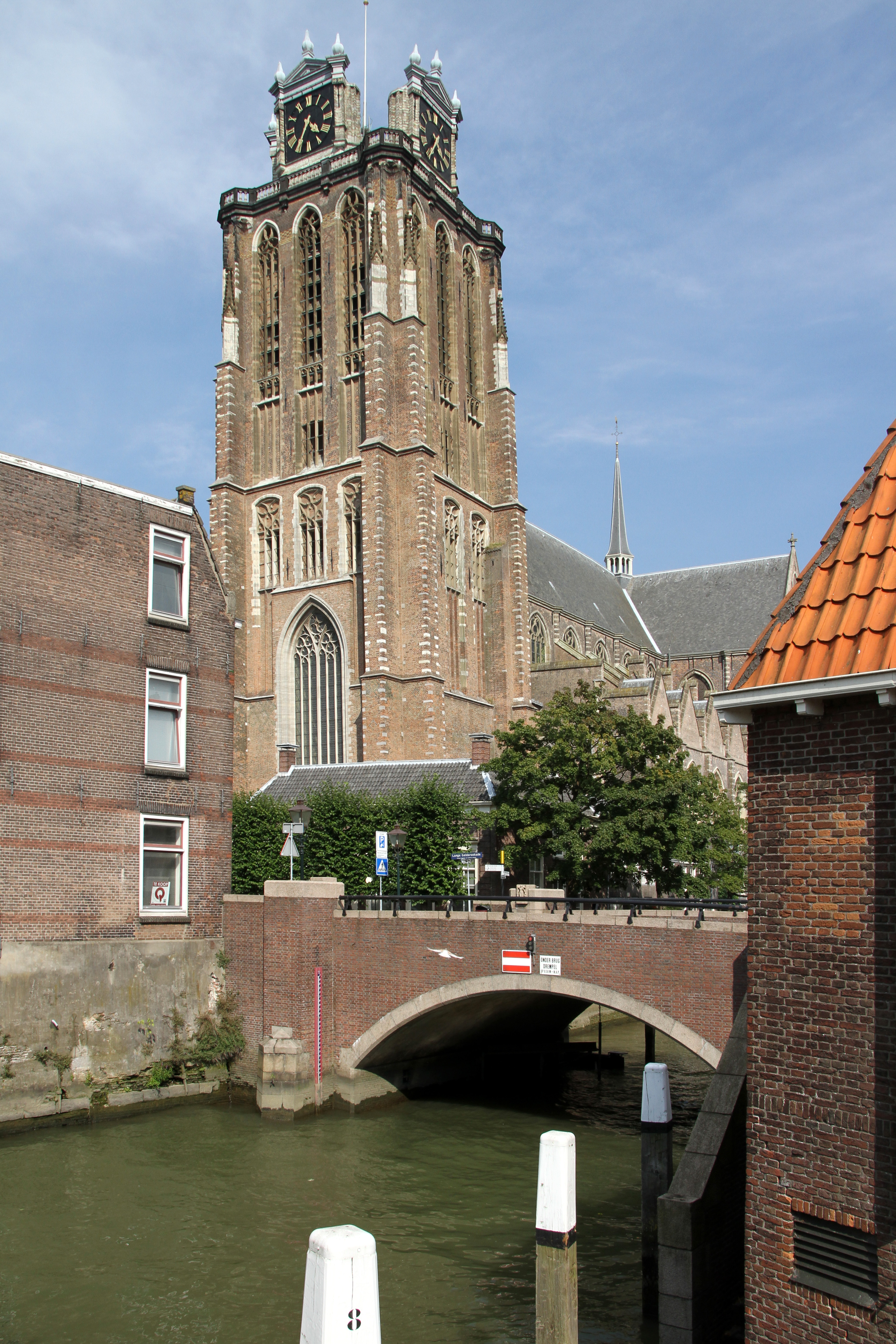
Kirke
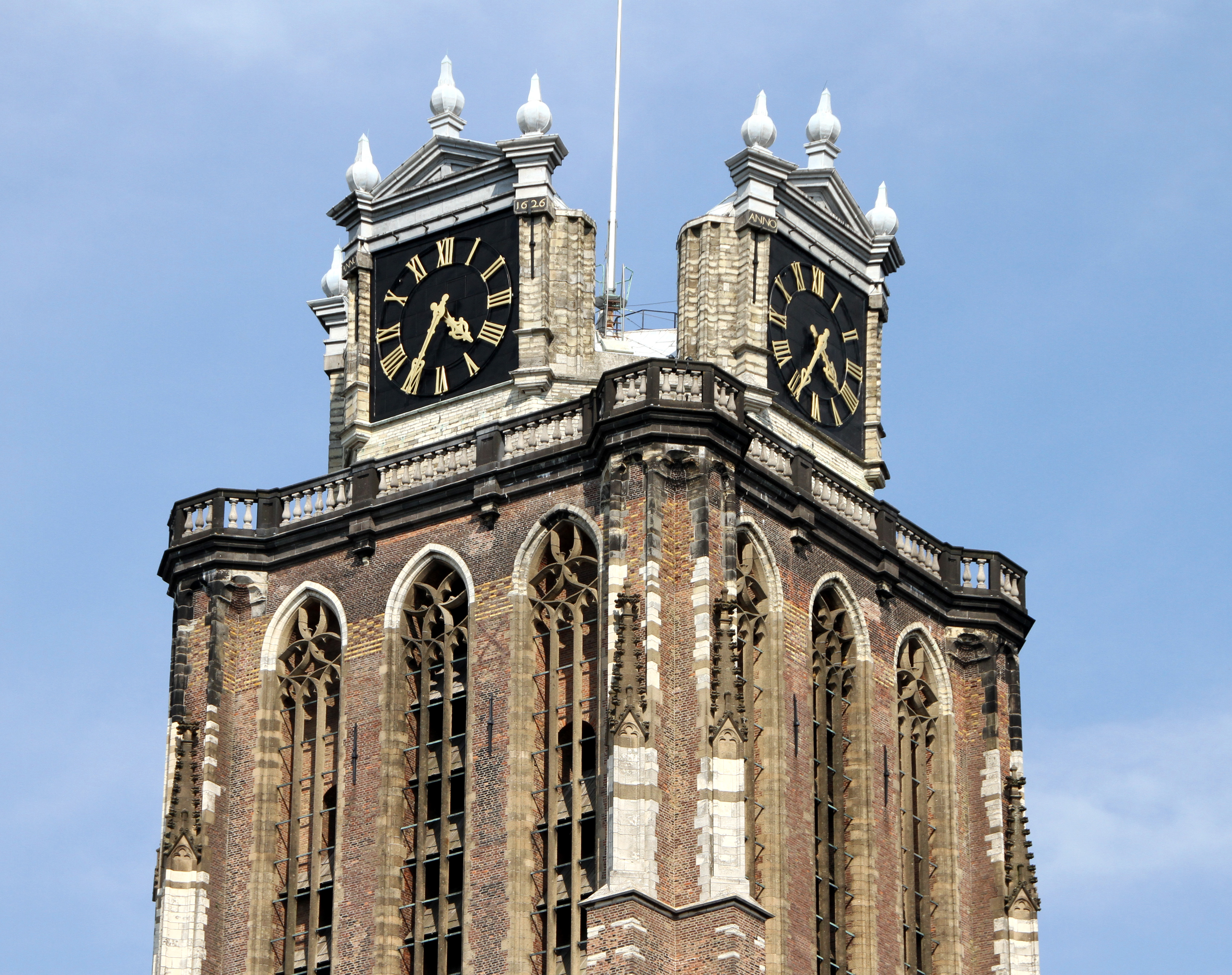
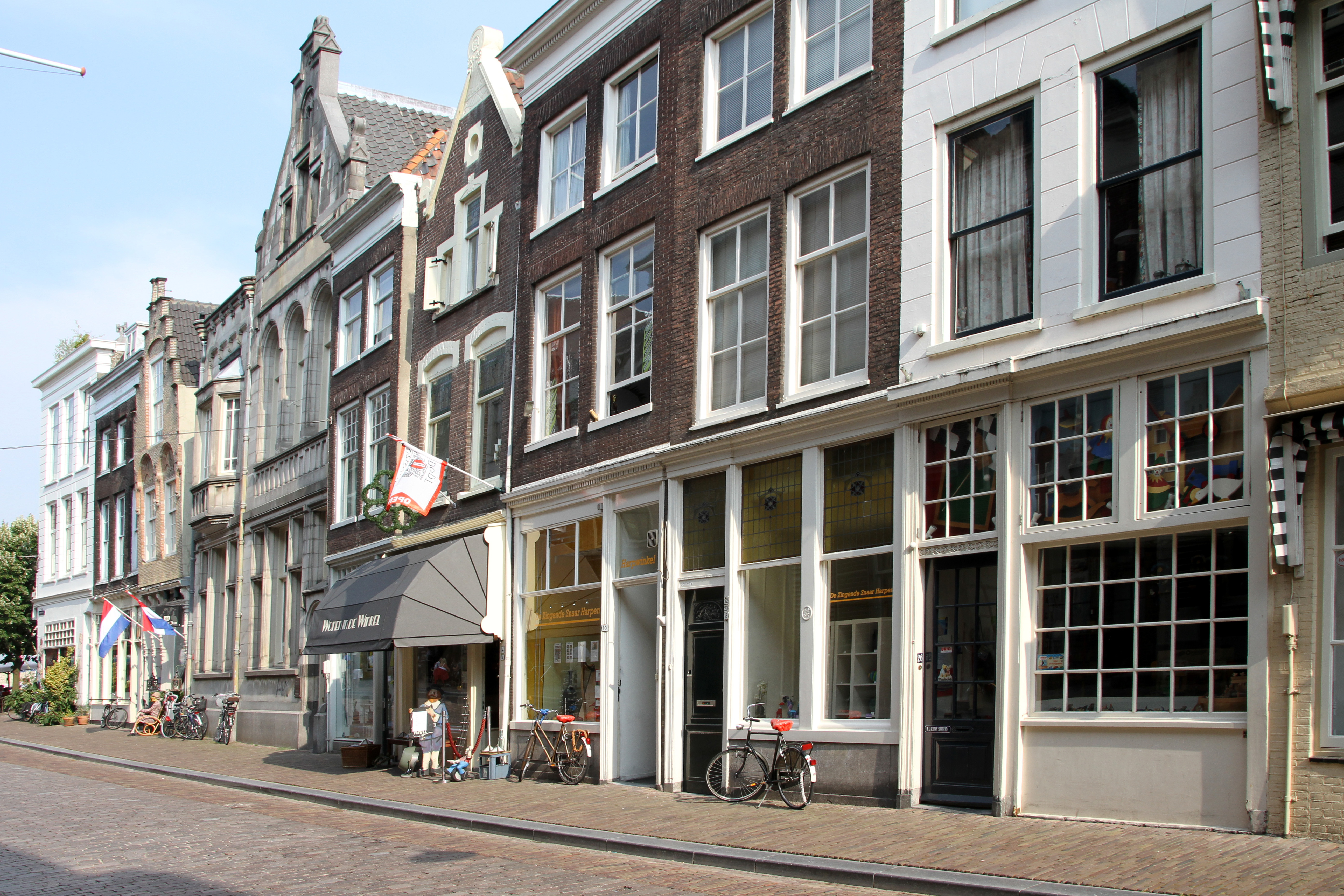
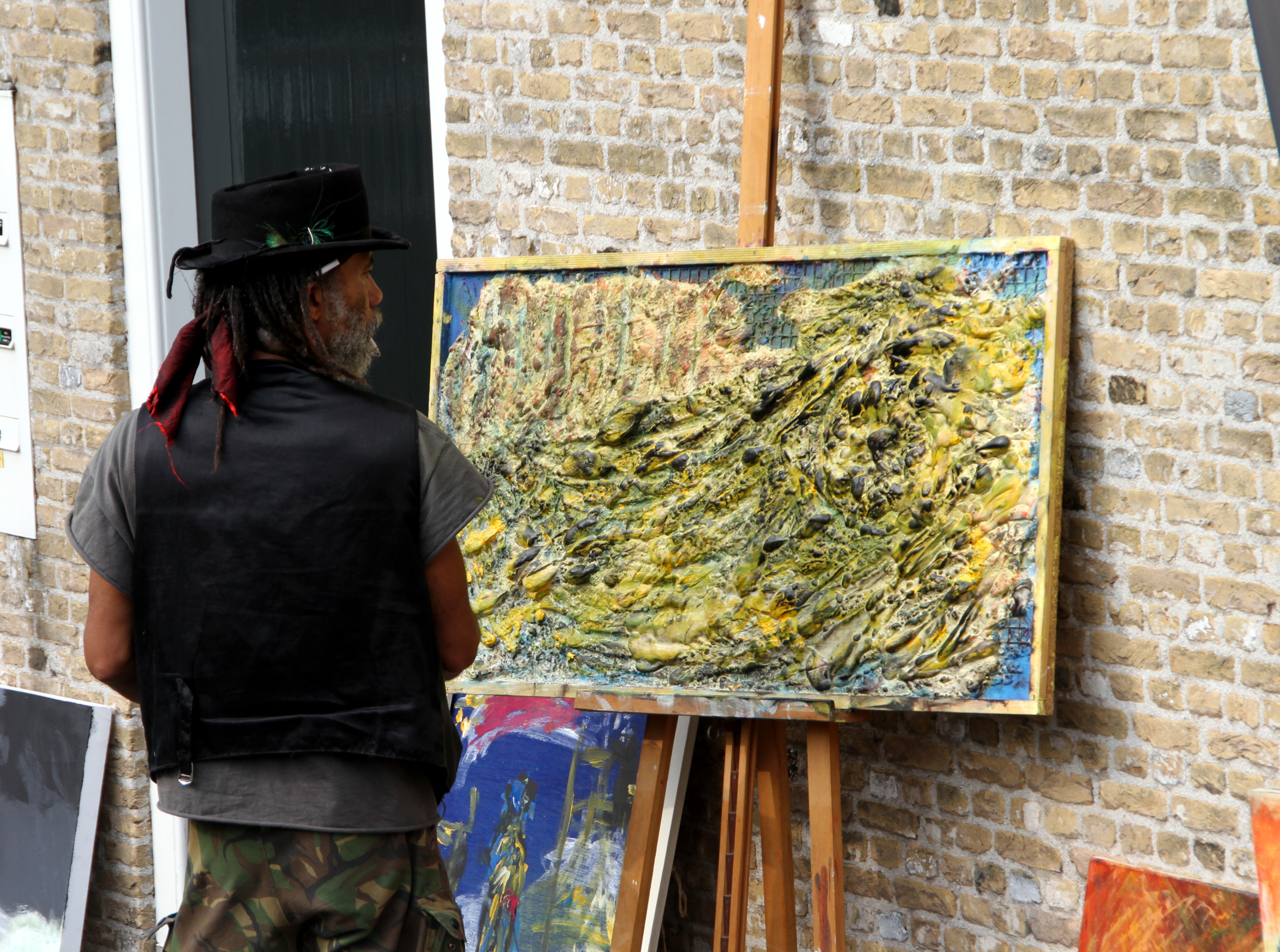
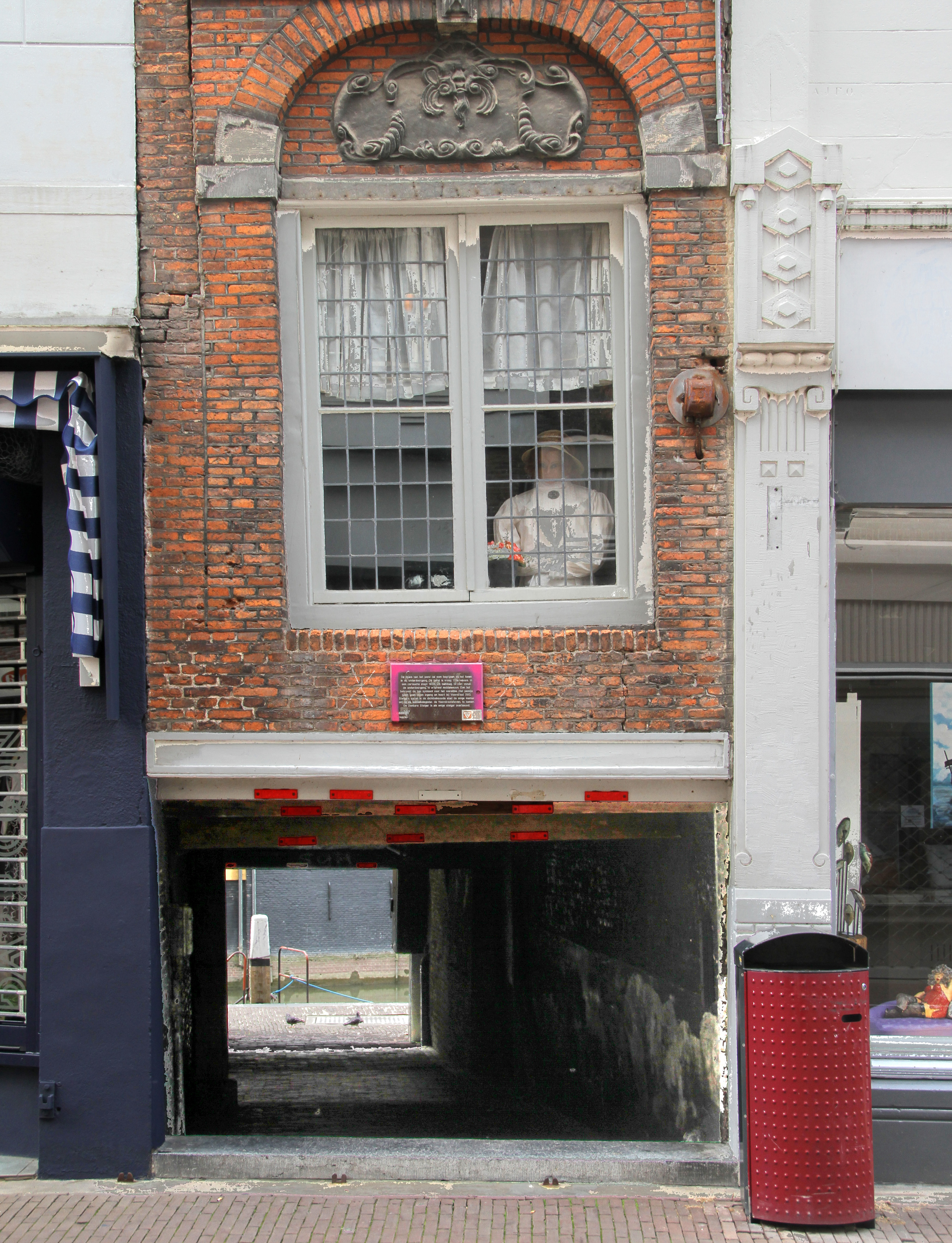
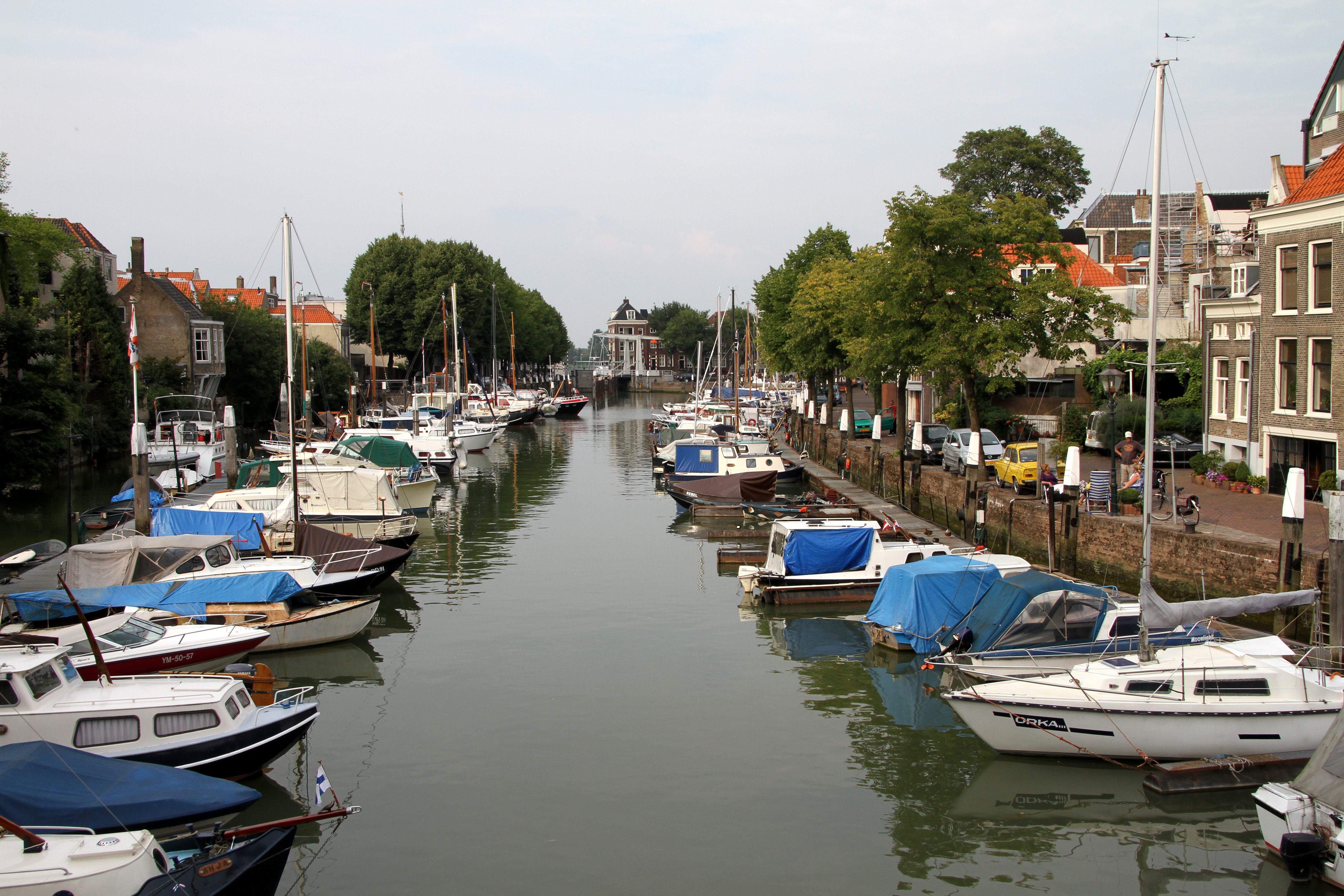
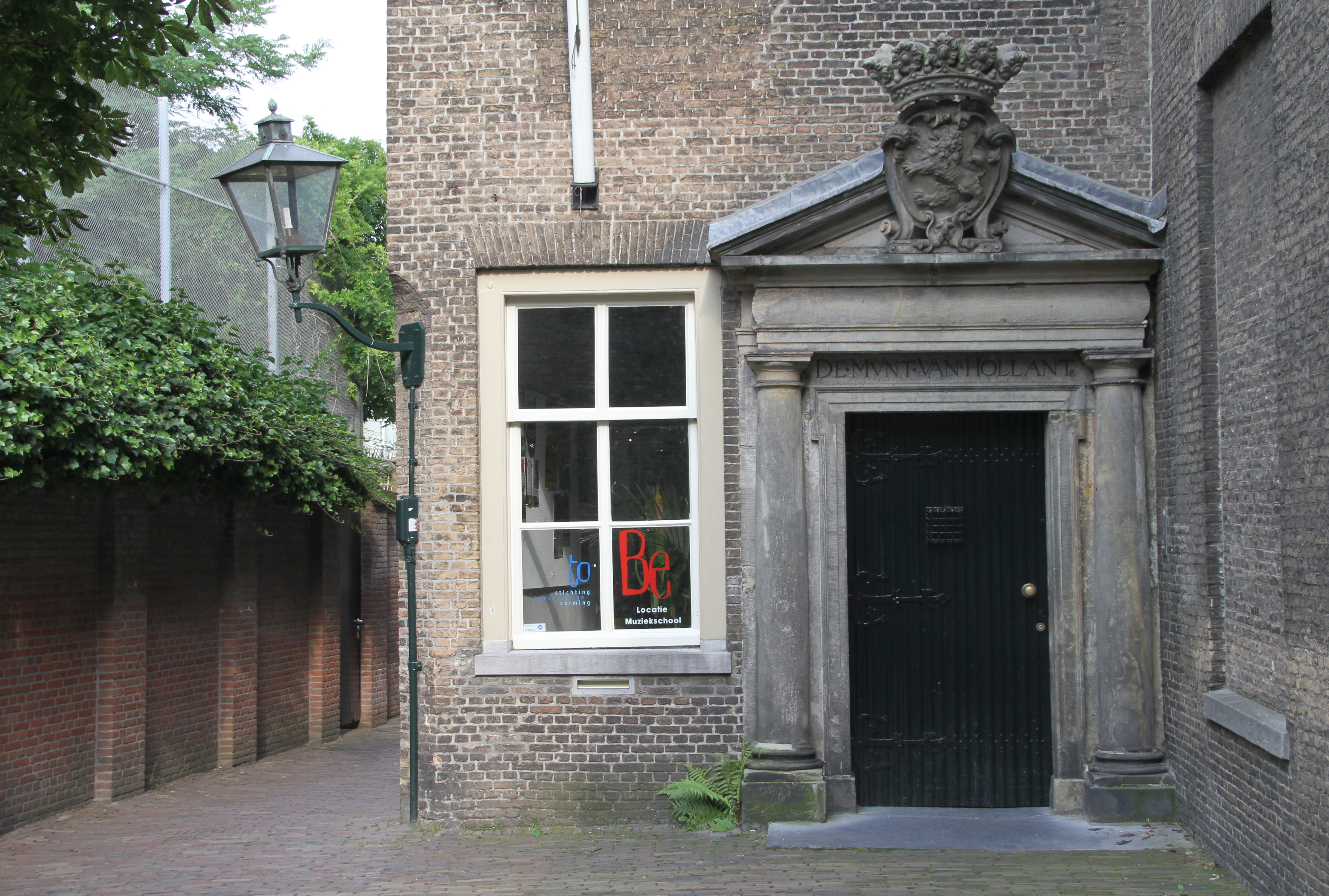
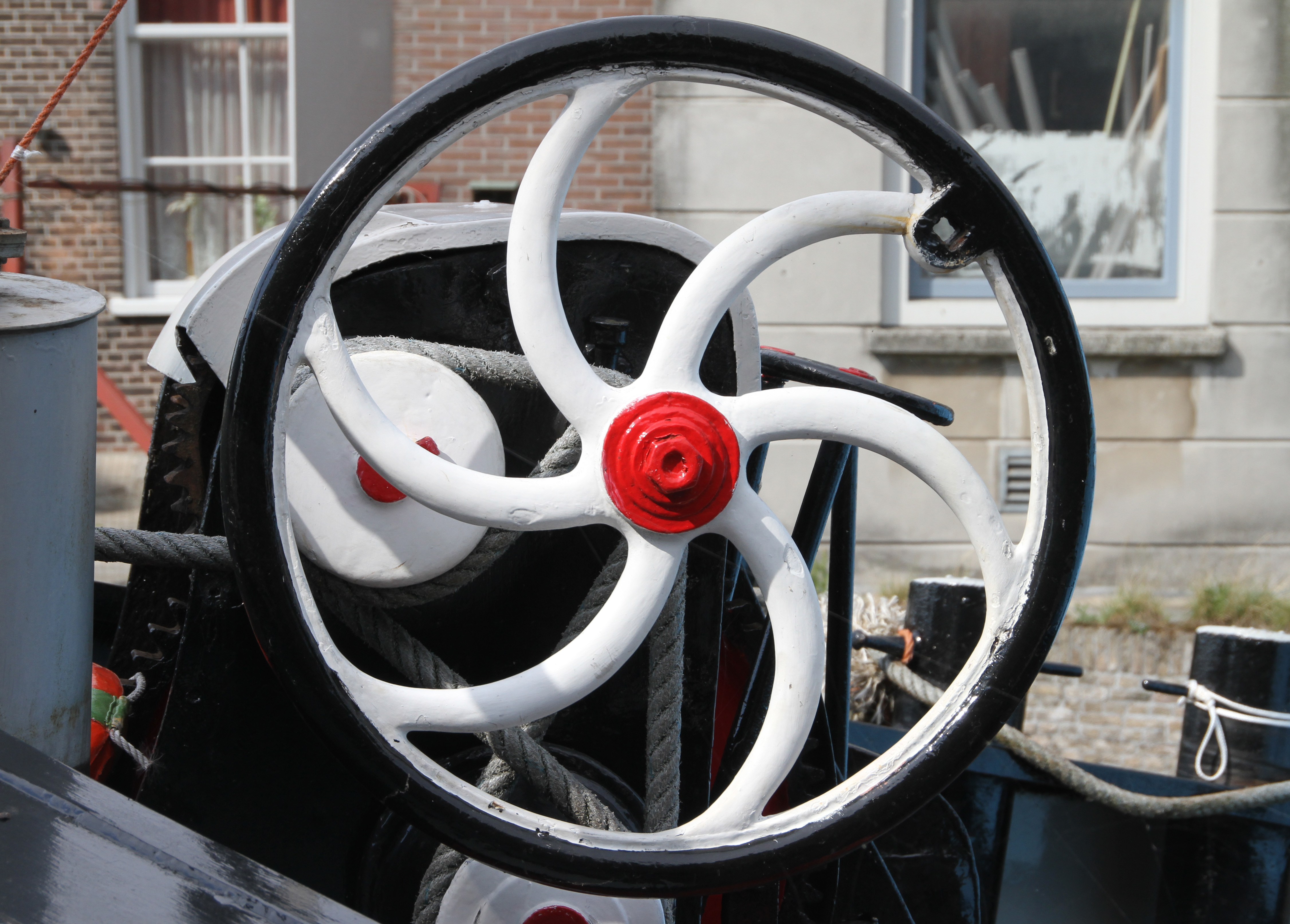
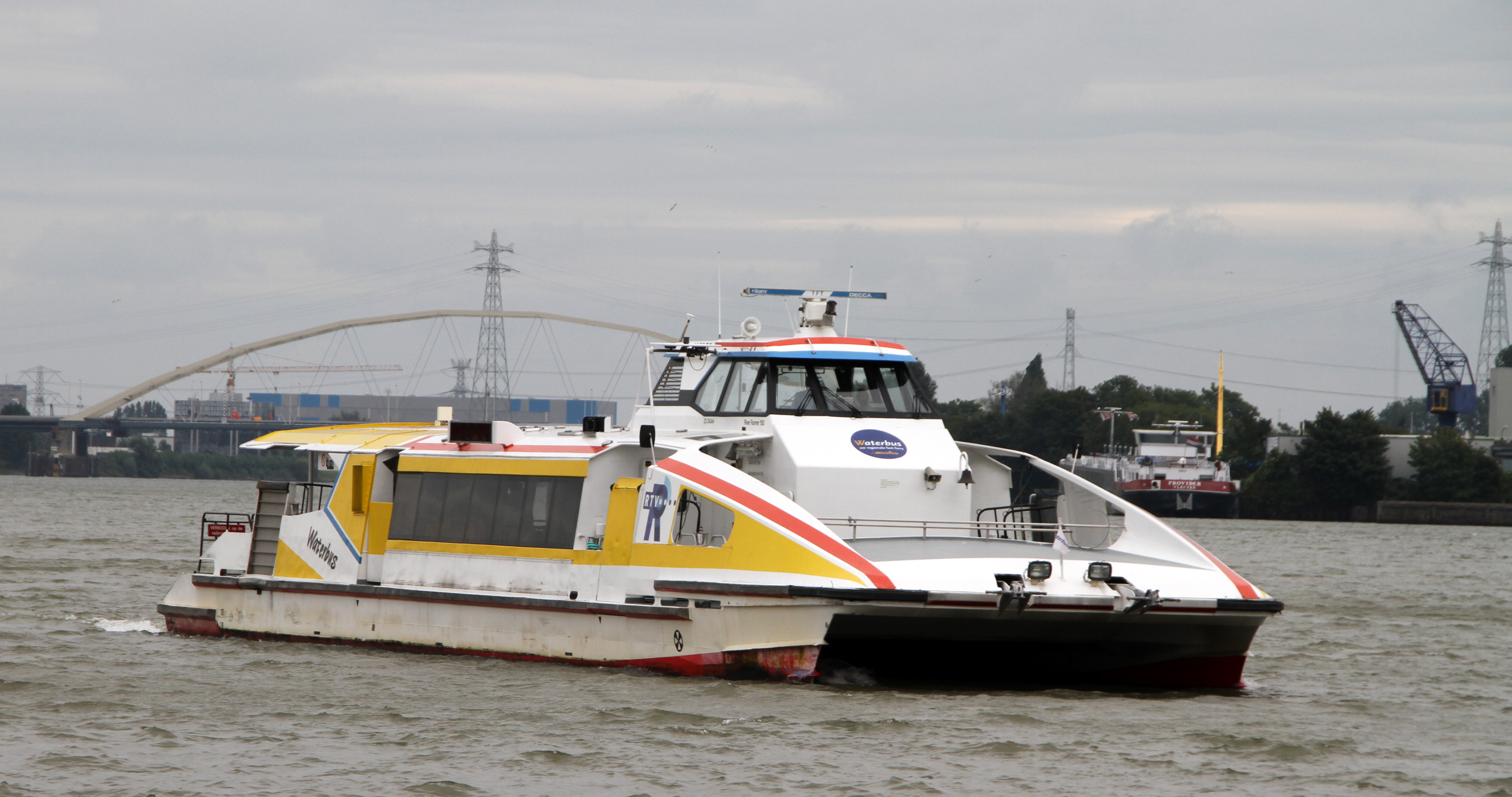